# 三里坪街道
三里坪街道，是中华人民共和国四川省达州市达川区下辖的一个乡镇级行政单位。

## 行政区划
南外镇下辖以下地区：
草街子社区、梧桐梁社区、叶家湾社区、花溪社区、金华社区、新南社区、曹家梁社区、四合社区、新桥社区、店子梁社区、南坝社区、新桥村、杨柳村、堰坝村、石河村、蔡坪村、长田村、临江村、火烽山村、亚云村、三里坪村、板凳山村、高岩村、七里沟村、千丘村和雷音铺村。